# Wenceslao Escalante
Wenceslao Escalante é um município da província de Córdova, na Argentina.